# Luszewo (Mława)
Pour les articles homonymes, voir Luszewo.
Luszewo (prononciation : [luˈʂɛvɔ]) est un village polonais de la gmina de Radzanów dans le powiat de Mława de la voïvodie de Mazovie dans le centre-est de la Pologne.
Il se situe à environ 5 kilomètres au nord-est de Radzanów (siège de la gmina), 23 km au sud-ouest de Mława (siège du powiat) et à 103 km au nord-ouest de Varsovie (capitale de la Pologne).

## Histoire
De 1975 à 1998, le village appartenait administrativement à la voïvodie de Ciechanów.